# Richard Edhelberg
Richard Edhelberg, född 26 april 1875 i Gastorp, Töreboda, död 1962, var en svensk konstnär och illustratör.
Han var son till tecknaren Sven-Johan Andersson och Anna Pettersson. Edhelberg studerade konst för fadern och efter 1899 för Aron Jerndahl och Axel Borg i Örebro samt under ett flertal studieresor till Norge och England. Separat ställde han ut i Örebro, Kumla och Stockholm samt medverkade i samlingsutställningar i bland annat Stockkolm, Göteborg och Örebro.
Bland hans offentliga arbeten märks dekorationsmålningarna för Elimkyrkan i Pålsboda, Baptistkyrkan i Sköllersta, Immanuelskyrkan i Örebro och Örebro fria församlings kyrka.
Hans konst består av porträtt och landskap ofta med kustmotiv samt illustrationer. Sedan 1910 redigerade han en jultidning med egna teckngar och illustrationer samt 1949 gav han ut en novellsamling med egna illustrationer.
Edhelberg är representerad med en porträtteckning vid Betelseminariet i Stockholm och med landskapsmålningar vid Gällersta forngård, Minnesgården Vallersvik och Sjöviks folkhögskola.